# 惠蘭訥
惠蘭訥（挪威語：Høylandet）是挪威特倫德拉格郡的一個市镇，行政中心为惠蘭訥村。市镇面积为755平方公里，人口数量为1,231人（2020年），人口密度为每平方公里1.8人。